# Olivier Jean
Olivier Jean (15 maart 1984) is een Canadees shorttracker en langebaanschaatser.

## Carrière
Het grootste succes uit de loopbaan van Olivier Jean was de olympische titel op de aflossing in 2010. Samen met Guillaume Bastille, Charles Hamelin, François Hamelin en François-Louis Tremblay werd in eigen land afgerekend met Zuid-Korea en de Verenigde Staten. Jean won op dezelfde discipline hierna ook nog drie wereldtitels, achtereenvolgens in 2011, 2012 en 2013.
Individueel succes komt vooral op de 500 meter, zo werd hij op het WK 2009 derde, op het WK 2011 tweede en op het WK 2012 wereldkampioen op de kortste afstand. In 2012 leidde de zege op de 500 meter hem ook tot de derde plaats overall. In de wereldbeker shorttrack 2011/2012 won hij de eindstand over 500 meter.
Het dichtst bij een individuele olympische medaille was Jean echter op de 1500 meter in Vancouver toen hij vierde werd.
In 2015 stapt hij over naar het langebaanschaatsen. Bij het WK afstanden schaatsen in 2017 in Gangneung wint hij brons op de massastart.

## Resultaten langebaan
| Jaar | WK Afstanden | Olympische Spelen | Wereldbeker                        |
| ---- | ------------ | ----------------- | ---------------------------------- |
| 2016 |              |                   | 78e 1000m 41e 1500m 29e massastart |
| 2017 | massastart   |                   | 18e massastart                     |
| 2018 |              | 14e massastart    | 14e massastart                     |
| 2019 |              |                   | 0P 1500m 37e massastart            |

1992: Kim, Lee, Mo, Song ·
1994: Carnino, Fagone, Herrnhof, Vuillermin ·
1998: Bédard, Campbell, Drolet, Gagnon ·
2002: Bédard, Gagnon, Guilmette, Tremblay, Turcotte ·
2006: Ahn, Lee, Seo, Song ·
2010: Bastille, Ch. Hamelin, F. Hamelin, Jean, Tremblay ·
2014: An, Grigorev, Jelistratov, Zacharov ·
2018: S. Liu, S.S. Liu, Knoch, Burján ·
2022: Ch. Hamelin, Dubois, Pierre-Gilles, Dion